# Редзюк Анатолій Михайлович
Анатолій Михайлович Редзюк (народився 2 лютого 1948 у смт Рокитне Київської області) — український науковець і адміністратор у сфері транспортної науки, громадський діяч. Кандидат технічних наук, професор, Заслужений працівник транспорту України, Відмінник освіти України.

## Життєпис
В 1971 закінчив Київський автомобільно-дорожній інститут за спеціальністю — автомобільний транспорт.
З 1992 — директор Державного підприємства «Державний автотранспортний науково-дослідний і проектний інститут».
Автор 77 наукових праць, з них 14 — авторські свідоцтва на винаходи.

## Громадська діяльність
- Віце-президент Транспортної академії України,
- Президент Газової асоціації України
- Віце-президент Асоціації «Українські акредитовані органи з оцінки відповідності»[1]

## Відзнаки
- 1998 — нагрудний знак «Почесний працівник транспорту Росії»
- 2000 — нагрудний знак «Почесний працівник транспорту України»
- 2004 — «Заслужений працівник транспорту України»
- «Відмінник освіти України»
- Орден «За заслуги» III ступеня[2]
- Почесні грамоти Верховної Ради України та Кабінету Міністрів України.